# بروكس د. سيمبسون
بروكس د. سيمبسون (بالإنجليزية: Brooks D. Simpson)‏ هو مؤرخ أمريكي، ولد في 4 أغسطس 1957.